# Carl Lumholtz

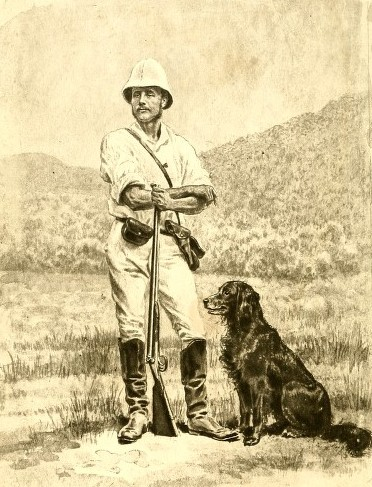
Carl Lumholtz. Retrato publicado en Among Cannibals (1889).

Carl Sofus Lumholtz ( * 23 de abril de 1851, Fåberg, Noruega - 5 de mayo de 1922, Saranac Lake, Nueva York, EE. UU.) fue un descubridor y etnógrafo noruego, más conocido por su meticulosa investigación de campo y publicaciones etnográficas de culturas indígenas de Australia y de las de Aridoamérica en México.

## Biografía
Lumholtz nació en Fåberg, Noruega, se graduó en Teología en 1876 en la Universidad de Christiania, (hoy Universidad de Oslo). Sobre su vida dice el investigador mexicano Luis Romo Cedanoː

"Lumholtz es un autor bastante singular por tres motivos como mínimo. En primer lugar, por su nacionalidadː no es originario de Estados Unidos, España ni de ninguna potencia europea, sino de Noruega. En segundo término, por su currículum, tan brillante como exóticoː tras graduarse la Facultad de Teología... sus inclinaciones naturistas lo conducen a Australia... En tercer lugar, se distingue también por el propósito de su presencia en México. Los otros extranjeros del siglo XIX observan a los indios como parte de un paisaje mexicano que recorren por asuntos de negocios, profesión o política. Por el contrario, el noruego viene precisamente a conocer a los indios en su calidad de antropólogo; es de paso como echa una mirada a los demás horizontes del país."

Tras sus viajes de estudio a Australia y algunos viajes a Europa, llegó a México en 1890, en pleno porfiriato En el primero de sus seis viajes al país llegó acompañado de 30 personas y un centenar de bestias, empezó a buscar en Chihuahua si había descendientes de los indios pueblo de los Estados Unidos. Encontró que no había, pero se apasionó por los grupos que estudió. Cuando la revolución interrumpió sus estudios, se fue a investigar a la India. Murió deseando explorar Nueva Guinea

## Australia

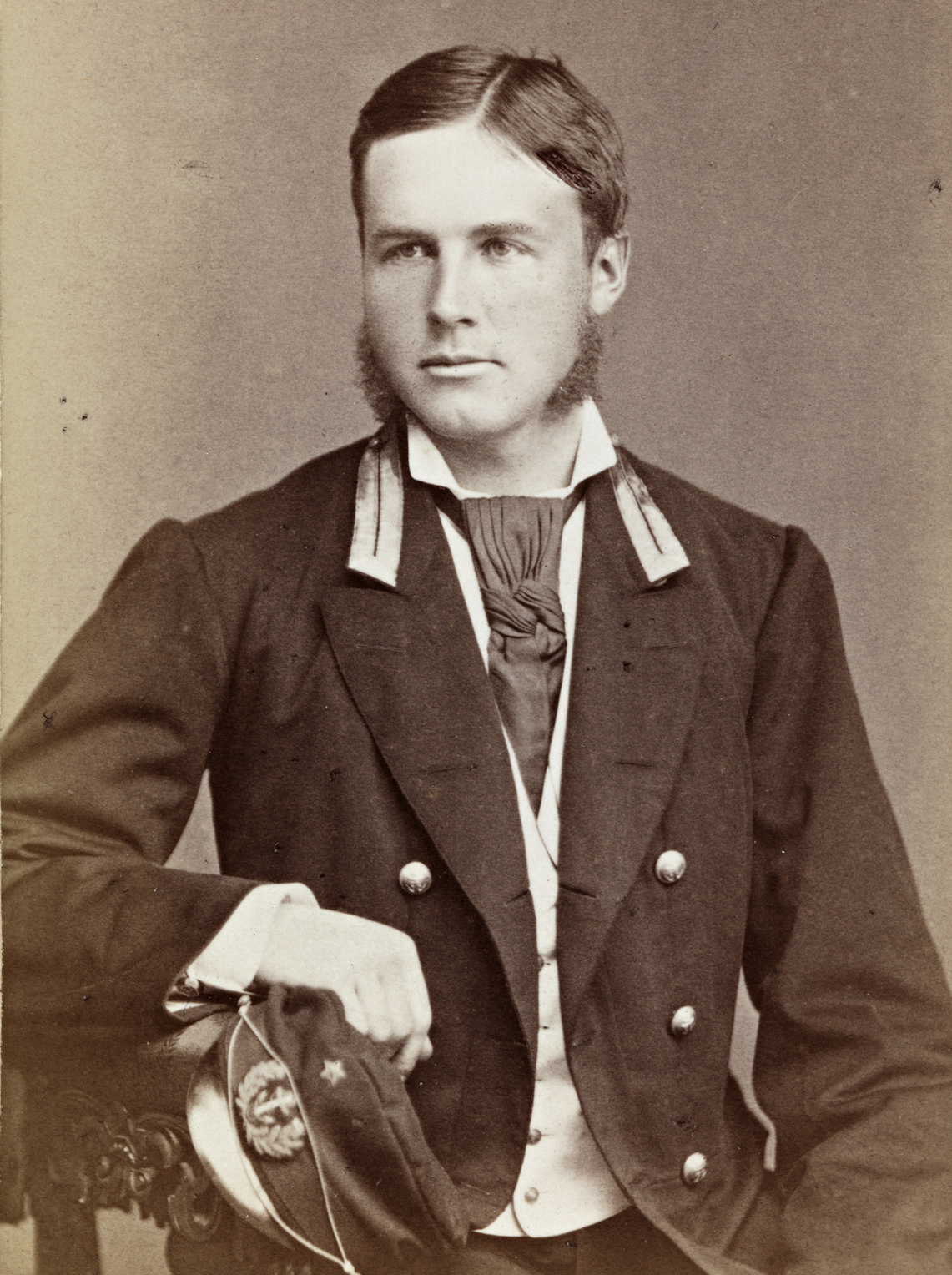
Retrato de Carl Sofus Lumholtz (1851-1922)Fecha: desconocida Fotógrafo: Josephine Grundseth Lugar: Oppland, Lillehammer

Lumholtz viajó a Australia en 1880, donde pasó diez meses, de 1882 a 1883, entre los habitantes indígenas de la región Herbert-Burdekin, en el norte de Queensland. El libro resultante, Entre caníbales, es un relato de cuatro años de viajes en Australia y de la vida silvestre con los originarios de Queensland.
Fue publicado en 1888 y es recordado como una de las investigaciones etnográficas más detalladas sobre los originarios de la región norte de Australia. Mientras que autores previos habían comentado solo la apariencia estética física y la cultura material de los habitantes de la región, Lumholtz desarrolló un nivel de investigación académico, que fue único en su época. Las relaciones sociales, actitudes y el papel de las mujeres fueron registrados por él por primera vez.

## México

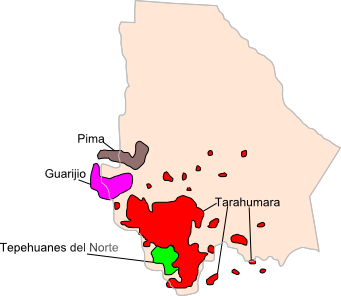
Las etnias de Chihuahua

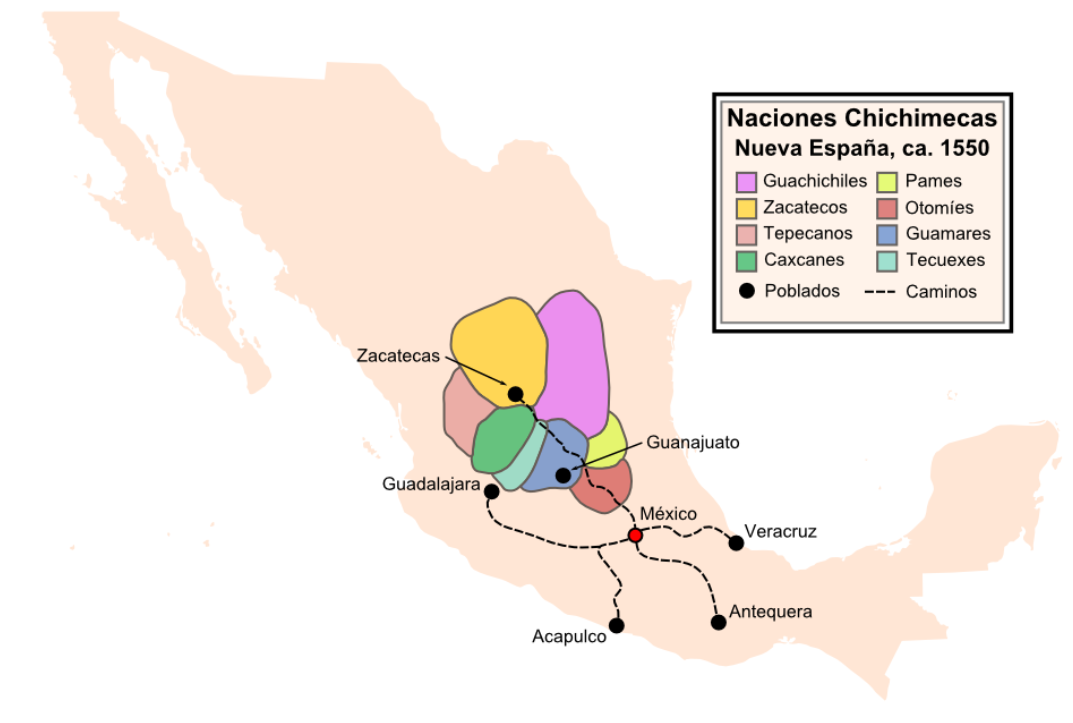
Los pueblos chichimecas, habitantes de Aridoamérica y al sur las principales ciudades mexicanas de Mesoamérica en el siglo XVI

Lumholtz después viajó con el botánico sueco Carl Vilhelm Hartman a México, donde se quedó muchos años y dirigió varias expediciones patrocinadas por el Museo Americano de Historia Natural, de 1890 a 1910. Como resultado de estas expediciones escribió el libro El México desconocido : cinco años de exploración entre las tribus de la Sierra Madre Occidental ; en la tierra caliente de Tepic y Jalisco, y entre los Tarascos de Michoacán publicado por vez primera en 1902, en inglés. 
En ese libro, fue el primero en describir la cultura de los indígenas del noroeste de México tales como los cora, pimas bajos, tepehuán y en especial los tarahumaras, con quienes vivió por casi un año. Elaboró uno de los más relevantes estudios etnográficos sobre Raspa del jíkuri, una danza ritual de curación del pueblo rarámuri. Asimismo, describió los sitios arqueológicos, así como la flora y la fauna de la región de la Sierra madre, llamada también la "Gran Chichimeca". Allí expresó:

“A menudo me dejaba estupefacto la ignorancia de los mexicanos acerca de los indios que vivían a sus puertas. Salvo ciertos especialistas distinguidos, aun los mexicanos inteligentes saben muy poco de las costumbres y mucho menos de las creencias de los aborígenes."

En 2012 la Comisión Nacional para los Pueblos Indígenas publicó la obra en dos tomos, traducida por Balbino Dávalos. Obras Fundamentales de la Antropología y el Indigenismo en México, Su índice es el siguienteː

Tomo 1

Cap 1.--Preparativos de marcha

Cap 2.-Notable pieza antigua

Cap 3.-A orillas del Babispe

Cap 4.-Espléndido campo de exploración que nos legaron los antiguos agricultores de Cave Valley

Cap 5.-Segunda expedición

Cap 6.-Fósiles y manera de utilizarlos

Cap 7.-Los verdaderos tarahumares

Cap 8.-Las casas de los tarahumares

Cap 9.-Llegada a Batopilas

Cap 10.-Agradables aspectos de la naturaleza

Cap 11.- Un sacerdote y su familia nos hacen agradables el desierto

Cap 12.-Los tarahumares nos siguen teniendo miedo

Cap 13.-Físico de los tarahumares

Cap 14.-Cortesía y etiqueta
Tomo 2

Apaches, Ópatas, Pimas, Tarahumaras, Tubares, Tepehuanes del norte, Coras

### India y Borneo
Lumholtz exploró brevemente la India de 1914 a 1915, seguido por Borneo de 1915 a 1917, la cual fue su última expedición. Murió en EE. UU. en 1922, habiendo publicado seis libros de sus descubrimientos.

## Honores
El parque nacional Lumholtz, en Queensland, fue nombrado en su honor al crearse en 1994. Una conífera mexicana, Pinus lumholtzii, y una especie de marsupial, Dendrolagus lumholtzi, también lo fueron en su honor.

## Obras
- Unknown Mexico : a record of five years exploration among the tribes of the western Sierra Madre, in the Tierra Caliente of Tepic and Jalisco, and among the Tarascos of Michoacan. New York : Charles Scribner's Sons, 1902.
- New trails in Mexico : an account of one year's exploration in north-western Sonora, Mexico, and south-western Arizona : 1909-1910. London : Fisher Unwin, 1912.
- Au pays des cannibales: voyages d'exploration chez les indigenes de l'Australie orientale 1880-1884 / Carl Lumholtz; ouvrage traduit du norvegien avec l'autorisation de l'auteur par V. & W. Molard. Paris : Librairie Hachette et C.ie, 1890.
- El arte simbólico y decorativo de los Huicholes. México : Instituto Nacional Indigenista. Fotografías. 1986.
- Unter Menschenfressern : eine vierjahrige Reise in Australien, von Karl Lumholtz, autorisierte deutsche Übersetzung. Hamburg : Verlagsanstalt und Druckerei Actien-Gesellschaft, 1892.
- Decorative Art of the Huichol Indians. New York : Order of the Trustees, 1904.
- El Mexico desconocido : cinco anos de exploración entre las tribus de la Sierra Madre occidental, en la tierra caliente de Tepic y Jalisco, y entre los Tarascos de Michoacan, obra escrita en inglés por Carl Lumholtz ; y traducida al castellano por Balbino Davalos. Nueva York : Charles Scribner's Sons, 1903.
- Through central Borneo : an account of two years travel in the land of the head-hunters between the years 1913 and 1917. With an introduction by Victor T. King. Singapore, Oxford, New York, 1991. ISBN 0195889967.